# Аникановское сельское поселение
Аникановское се́льское поселе́ние — муниципальное образование в Мценском районе Орловской области Российской Федерации.
Административный центр — деревня Аниканово.

## История
Статус и границы сельского поселения установлены Законом Орловской области от 25 октября 2004 года № 434-ОЗ «О статусе, границах и административных центрах муниципальных образований на территории Мценского района Орловской области»

## Население
| 2010 | 2012 | 2013 | 2014 | 2015 | 2016 | 2017 |
| ---- | ---- | ---- | ---- | ---- | ---- | ---- |
| 844  | ↘804 | ↘760 | ↘754 | ↘724 | ↘693 | ↘649 |
| 2018 | 2019 | 2020 | 2021 | 2023 |      |      |
| ↘628 | ↘614 | ↘590 | ↗647 | ↘593 |      |      |

## Состав сельского поселения
| №  | Населённый пункт | Тип населённого пункта          | Население |
| -- | ---------------- | ------------------------------- | --------- |
| 1  | Аниканово        | деревня, административный центр | ↗215      |
| 2  | Волобуево        | деревня                         | 1         |
| 3  | Жилинково        | деревня                         | 30        |
| 4  | Ивановский       | посёлок                         | ↘178      |
| 5  | Красный          | посёлок                         | 9         |
| 6  | Озеривля         | деревня                         | 4         |
| 7  | Поветкино        | деревня                         | 5         |
| 8  | Приволье         | деревня                         | 21        |
| 9  | Пятино           | деревня                         | 4         |
| 10 | Рассвет          | посёлок                         | 1         |
| 11 | Рогозин Колодец  | деревня                         | 8         |
| 12 | Руднево          | деревня                         | 1         |
| 13 | Серебряный       | посёлок                         | 13        |
| 14 | Сторожевое       | деревня                         | 13        |
| 15 | Счастливка       | деревня                         | 38        |
| 16 | Толмачёво        | деревня                         | 78        |
| 17 | Торкуновка       | деревня                         | 10        |
| 18 | Фарафоново       | деревня                         | ↘183      |
| 19 | Хомутово         | деревня                         | 29        |